# Sausal, New Mexico
Sausal, New Mexico (енгл. Sausal) насељено је место без административног статуса у америчкој савезној држави Њу Мексико.

## Демографија
По попису из 2010. године број становника је 1.056.
| Група             | 2000.    | 2010.       |
| Белци             | 0 (0,0%) | 368 (34,8%) |
| Афроамериканци    | 0 (0,0%) | 4 (0,4%)    |
| Азијати           | 0 (0,0%) | 8 (0,8%)    |
| Хиспаноамериканци | 0 (0,0%) | 652 (61,7%) |
| Укупно            | 0        | 1.056       |